# Wimbledon Championships 1922
Die 42. Auflage der Wimbledon Championships fand 1922 auf dem neuen Gelände des All England Lawn Tennis and Croquet Club an der Church Road statt.
Zum ersten Mal wurde das Turnier ohne das Challenge Round-System ausgetragen, der Titelverteidiger musste sich, wie alle anderen Teilnehmer, durch das gesamte Feld kämpfen. Dies wurde per Abstimmung durch die Spieler entschieden, die sich mit 91 zu 27 Stimmen für eine Abschaffung der Challenge Round aussprachen.
Das Turnier war von äußerst schlechtem Wetter geprägt. Es regnete jeden Tag, so dass die letzten Spiele erst am Mittwoch der dritten Woche ausgetragen werden konnten.

## Der Umzug an die Church Road
Bereits 1914 war für die Verantwortlichen erkennbar, dass die Anlage an der Worple Road, obwohl deren Center Court auf zuletzt 3.200 Zuschauerplätze ausgebaut worden war, dem wachsenden Zuschauerinteresse nicht lange gewachsen sein würde. Die Gegend, 1877 bei der Ausrichtung des ersten Turniers noch Weideland, hatte sich zudem mittlerweile in ein belebtes Stadtviertel gewandelt, und die Anwohner beklagten sich über den Lärm und die Verkehrsstaus während des Turniers. So hatte der All England Club 1920 ein Komitee gebildet, das sich nach einem neuen Areal umsehen sollte. Wichtig war dabei in erster Linie ein ebenes Gelände mit einem Bach oder See in der Nähe, um daraus die Plätze bewässern zu können. Edwin Fuller, der oberste Platzwart, wurde daraufhin im Wimbledon Park fündig. Im September 1920 wurde dort ein Grundstück der Größe von etwa 13 Acres für 7.870 Pfund erworben. Mit der Planung der neuen Anlage wurde der bekannte Architekt Stanley Peach beauftragt. Um den Gesamtpreis von etwa 140.000 Pfund zu finanzieren, wurden vom All England Club und der Lawn Tennis Association, die sich ebenfalls beteiligte, Anleihen in einer Stückelung von 50 Pfund herausgegeben, die 1947 zurückgezahlt werden sollten. Als Verzinsung erhielt jeder Käufer jährlich ein Gratisticket für das gesamte Turnier.
Der neue Center Court mit 13.500 Zuschauerplätzen wurde am 26. Juni 1922 von König Georg V. eingeweiht.

## Herreneinzel
In Abwesenheit des Vorjahressieger Bill Tilden schlug der Australier Gerald Patterson im Finale den Briten Randolph Lycett.

## Dameneinzel
Bei den Damen errang Suzanne Lenglen ihren vierten Titel in Folge. Im Finale schlug sie die US-Amerikanerin Molla Mallory mit 6:2 und 6:0.

## Herrendoppel
Im Herrendoppel waren James Anderson und Randolph Lycett erfolgreich.

## Damendoppel
Suzanne Lenglen und Elizabeth Ryan holten ihren vierten Doppeltitel bei Wimbledon in Folge.

## Mixed
Im Mixed siegten Suzanne Lenglen und Pat O’Hara Wood.

## Quelle
- J. Barrett: Wimbledon: The Official History of the Championships. HarperCollins Publishers, London 2001, ISBN 0-00-711707-8.